# CAM4
CAM4.com (geralmente abreviado CAM4) é um premiado site de ''streaming'' apresentando ao vivo na webcam por performances, podendo ser filtrada por mulheres, homens, transgêneros ou casais. Transmissões no CAM4, muitas vezes apresentam cenas de nudez e atividade sexual, variando de striptease para a masturbação com brinquedos sexuais.

## Conceito
CAM4 é usado principalmente por amadores na webcam que podem ganhar dinheiro para suas performances ao vivo no site. Os clientes do site podem comprar tokens virtuais, que podem ser usados para pagar os artistas ou assistir a shows particulares. Os clientes podem usar texto ao vivo no bate-papo para conversar uns com os outros, ou em cada um intérprete em sala. Os artistas usam a webcam e o microfone para transmitir vídeo e áudio ao vivo.

## Reconhecimento da indústria
O Prêmio XBIZ para ''Live Cam Site of the Year'' foi atribuído ao CAM4 em 2015. Em 2016, CAM4.com ganhou a ''Adult Webcam Award for Best European Adult Webcam Website''. Além disso, o co-fundador foi empossado na ''Adult Webcam Awards Hall of Fame.''